# Патров
Патров — апостол від сімдесяти. Згадується в посланні апостола Павла до Римлян: «Вітайте Асинкрита, Флегонта, Єрма, Патрова, Єрмія і з ними братів» (Рим. 16:14) .

Крім імені про Патрова в новозавітних книгах більше не міститься жодної інформації. Ймовірно, він був одним з видатних членів Римської церкви, якщо удостоївся вітання від апостола Павла. В Четьї Мінеях Димитрія Ростовського повідомляється, що він був єпископом в Неаполі та Путеолах. У біблійній енциклопедії архімандрита Никифора сказано: 
 «Патров (грец. Πατροβας — батькові наступний) — один з 70 апостолів і ревний із супутників і співробітників апостола Павла. Переказ говорить, що він був єпископом Неаполя і Путеол і прийняв мученицький вінець за ім'я Христове». 
Пам'ять апостола Патрова в православній церкві відбувається 18 листопада (5 листопада за старим стилем) і 17 січня (4 січня за старим стилем) в день Собору Апостолів від сімдесяти, в католицькій церкві — 4 листопада.
У православній церкві немає окремої служби апостолу Патрова. Про неї згадується в службі 70-ти апостолів (3-й вірш 7-й пісні): «Твій апостол Патров, Благий, плотське твоє до людиною пришестя проповіді, заблуканих до пізнання наставляючи і просвіщаючи зорею віри».